# Honda L series circular
La serie circular L es una familia de motores producida por Isuzu Motors de Polonia. Es un motor diesel de 4 cilindros turbo con una cilindrada de 1686 cc y diseñado originalmente por Isuzu que ahora pertenece a General Motors. El motor se utiliza en Europa por GM para Opel y se usó por Honda entre 2001 y 2006.

## Honda
Las características de la versión de Honda usan tecnología common rail de inyección directa entregando una potencia de 110 CV, mientras que la unidad Opel 4EE2 utiliza inyección directa a baja presión entregando 74 CV (más adelante utilizó la misma tecnología que Honda). Además de la compra de los motores L circulares Honda adquirió el modelo J35A3 V6.
Aplicaciones:
- Honda Civic (Europa)

## 4EE2
El 4EE2 produce 55 kW (74 CV) a 4.400 rpm y 165 N·m (122  lb·ft) a 1800 rpm.
Aplicaciones:
- Opel Corsa
- Opel Meriva
- Opel Astra
- Opel Zafira
- Opel Vectra
- Cummins MerCruiser (motor de barco)